# Quavo
Quavious Keyate Marshall (født 2. april 1991), også kendt som Quavo, er en amerikansk rapper, sangskriver og producer. Han er bedst kendt for at være medlem af rapgruppen Migos.